# Virali Modi
Virali Modi (née le 29 septembre 1991) est une militante des droits des personnes handicapées et une conférencière indienne.

## Biographie
Virali Modi passe une grande partie de sa jeunesse aux États-Unis, elle vit depuis 2008 en Inde. Durant un séjour en Inde dans son enfance, elle tombe dans le coma après avoir contracté le paludisme. Elle sort du coma après 23 jours, mais ne peut plus marcher.
Elle arrive deuxième au concours Miss Wheelchair India en 2014 et connait un certain succès sur les réseaux sociaux. Virali Modi lance une pétition sur Change.org intitulée « Mettre en œuvre des mesures favorables aux handicapés dans les chemins de fer indiens. » Son engagement pour rendre les gares et trains plus accessibles est remarqué et elle est incluse dans le classement 100 Women de la BBC en 2017.
Elle donne plusieurs conférences TED sur ses expériences et les difficultés liées à son handicap. Elle lance des campagnes pour promouvoir l'accessibilité des personnes handicapées, l'une intitulée #MyTrainToo qu'elle commence en 2017, ainsi qu'une autre intitulée #RampMyRestaurant.
En 2019, elle révèle avoir été harcelée à l'aéroport de New Delhi par des policiers qui exigeaient qu'elle se lève pour des contrôles de sécurité et qu'elle « arrête sa comédie. »